# Мідники
Мідники (лит. Medininkai, пол. Miedniki Królewskie, біл. Меднікі) — село у Вільнюському районі Литви, адміністративний центр староства. Знаходиться в 26 км від Вільнюса і 2 км від кордону Литви та Білорусі. Населення — 508 осіб (за переписом 2001 року).

## Історія

### Мідницький замок
Мідницький замок — одна з фортець, побудованих у XIV столітті Гедиміном. Його часто відвідували князі Ольгерд і його син Владислав II Ягайло. Також замок був літньою резиденцією князя Казимира, у ньому Ян Длугош навчав його дітей. До нашого часу дійшов у зруйнованому вигляді.

### Напад на митний пункт під Мядінінкай
31 липня 1991 року, у період розпаду СРСР, група бійців Ризького ОМОНу напала на митний пост Мядінінкай. В результаті цього інциденту 7 осіб було вбито, а один — важко поранений.

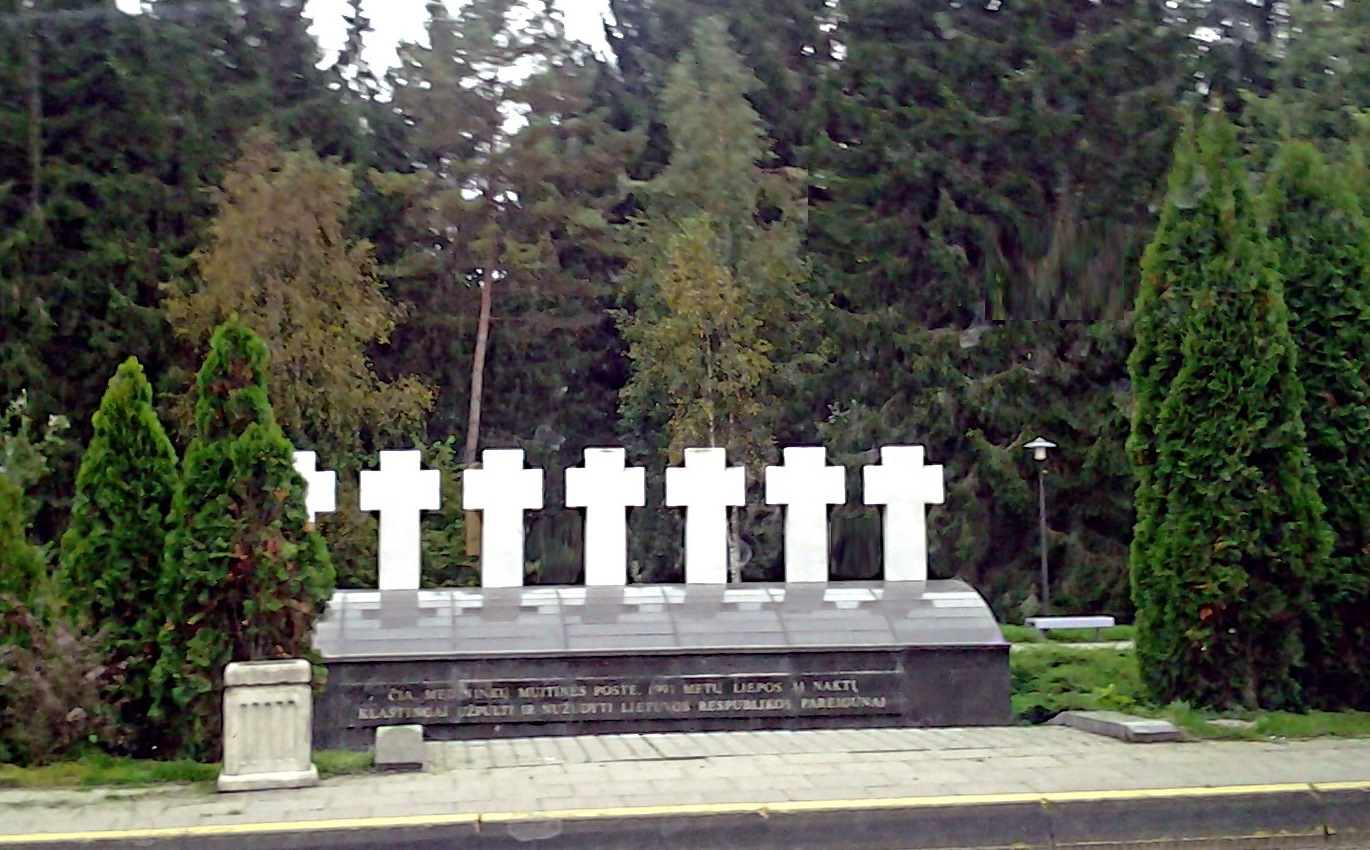
Пам'ятник у Медінінкаї семи литовським офіцерам, убитим 31 липня 1991 року.

| Литва | Це незавершена стаття з географії Литви. Ви можете допомогти проєкту, виправивши або дописавши її. |